# TIFF 2021
Cea de-a 20-a ediție a Festivalului Internațional de Film Transilvania s-a desfășurat în perioada 23 iulie - 1 august 2021 la Cluj-Napoca.
Juriul Competiției Oficiale formează din regizor Guillermo Arriaga, producător Katriel Schory, actor Scott Coffey și actriță Maria Popistașu. 
Trofeul Transilvania este acordat filmului The Whaler Boy de Philipp Yuryev, premiul regizoral este acordat lui Eugen Jebeleanu pentru Câmp de maci, iar premiul pentru cea mai bună interpretare este acordat lui Petra Martínez pentru rolul din That Was Life.

## Juriu competitie
- Guillermo Arriaga, regizor
- Katriel Schory, producător
- Scott Coffey, actor
- Maria Popistașu, actriță

## Filmele din competiția oficială
| Titlu în engleză                                          | Titlu original                                      | Țara       | Regizor                    |
| --------------------------------------------------------- | --------------------------------------------------- | ---------- | -------------------------- |
| Apples                                                    | Μήλα                                                | Grecia     | Christos Nikou             |
| Marygoround                                               | Maryjki                                             | Polonia    | Daria Woszek               |
| Pebbles                                                   | Koozhangal                                          | India      | Vinothraj P.S.             |
|                                                           | Câmp de maci                                        | România    | Eugen Jebeleanu            |
| Preparations to be Together for an Unknown Period of Time | Felkészülés meghatározatlan ideig tartó együttlétre | Ungaria    | Lili Horvát                |
| That Was Life                                             | La vida era eso                                     | Spania     | David Martín de los Santos |
| The Flood Won't Come                                      | Tvano Nebus                                         | Lituania   | Marat Sargsyan             |
| The Last Bath                                             | O Último Banho                                      | Portugalia | David Bonneville           |
| The Pink Cloud                                            | A Nuvem Rosa                                        | Brazilia   | Iuli Gerbase               |
| The Whaler Boy                                            | Китобой                                             | Rusia      | Philipp Yuryev             |
|                                                           | Neidentificat                                       | România    | Bogdan George Apetri       |
| What Do We See When We Look at the Sky                    | რას ვხედავთ როდესაც ცას ვუყურებთ?                   | Georgia    | Alexandre Koberidze        |

## Premii
- Trofeul Transilvania – The Whaler Boy, regia Philipp Yuryev
- Premiul pentru Cea mai bună regie - Eugen Jebeleanu pentru Câmp de maci
- Premiul Special al Juriului - Pebbles, regia Vinothraj P.S.
- Premiul pentru Cea mai bună interpretare – Petra Martínez pentru rolul din That Was Life
- Premiul de excelență - Nae Caranfil
- Premiul pentru întreaga carieră - Cezara Dafinescu